# Adaminowo
Adaminowo – wieś w Polsce, położona w województwie kujawsko-pomorskim, w powiecie włocławskim, w gminie Włocławek.
| SIMC    | Nazwa  | Rodzaj    |
| ------- | ------ | --------- |
| 0871539 | Łączki | część wsi |

W latach 1975–1998 miejscowość administracyjnie należała do województwa włocławskiego. Według Narodowego Spisu Powszechnego (III 2011 r.) liczyła 100 mieszkańców. Jest 24. co do wielkości miejscowością gminy Włocławek.